# Pentaphylla freyi
Pentaphylla freyi är en skalbaggsart som beskrevs av Lebis 1961. Pentaphylla freyi ingår i släktet Pentaphylla och familjen Melolonthidae. Inga underarter finns listade i Catalogue of Life.